# Sosnowka (Kraj Chabarowski)
Sosnowka (ros. Сосновка) – wieś w Rosji, w Kraju Chabarowskim, w rejonie chabarowskim. W 2010 liczyła 1795 mieszkańców.